# Charlas
Charlas (em occitano:  Charlàs) é uma comuna francesa na região administrativa da Occitânia, no departamento do Alto Garona. Estende-se por uma área de 11.32 km², com 246 habitantes, segundo o censo de 2018, com uma densidade de 22 hab/km².